# Bernhard Lichtenberg
Bernhard Lichtenberg (3 de desembre de 1875, Ohlau, Silèsia - 5 de novembre de 1943, Hof, Baviera), sacerdot catòlic que durant el nazisme va alçar la seva veu contra els nacionalsocialistes. Va ser capturat i va morir quan era deportat cap al camp de concentració de Dachau. Va ser beatificat el 1996 pel papa Joan Pau II.

## Biografia
Ordenat sacerdot el 1899, va desenvolupar tota la seva tasca sacerdotal a Berlín. Des de 1931 va formar part del capítol de la catedrali d'aquesta ciutat. Molt aviat es va situar en el punt de mira dels nazis. Joseph Goebbels, que més tard va esdevenir Ministre de Propaganda, començà el 1931 una campanya de difamació contra el sacerdot, que havia animat la gent a veure la pel·lícula anti-bèl·lica Im Westen nichts Neues (Sense novetat al front occidental), basada en la novel·la d'Erich Maria Remarque. Poc després de l'ascens dels nazis al poder, el 1933, l'habitatge de Lichtenberg va ésser registrat per la Gestapo, la qual cosa tornaria a repetir-se en diverses ocasions posteriors.
El 1935, Lichtenberg s'assabenta de la situació en el camp de concentració de Esterwegen, i protesta contra ella en una carta formal dirigida a Hermann Göring. El 1938, Lichtenberg es converteix en degà de la Catedral de Santa Eduvigis a Berlín. Després de la nit dels vidres trencats resa en públic pels jueus perseguits. El 1941, protesta per carta al Cap de Salut del Reich, Leonardo Conti contra l'assassinat de discapacitats al marc del programa d'eutanàsia.
El 23 d'octubre del 1941, Lichtenberg és detingut per la SS o la Gestapo. El 22 de maig de 1942 és condemnat, per fer mal ús del púlpit, a dos anys de presó, que passa primer a la presó de Berlin-Tegel i després al camp de concentració de Berlín-Wuhlheide. Des d'allí és deportat, el 1943, al camp de concentració de Dachau. Mor al camí, ja greument malalt del cor i dels ronyons: és el 5 de novembre. Les circumstàncies exactes de la seva mort no han pogut ser aclarides. Les seves restes són enterrades -amb una gran participació de gent- a l'església de Sant Sebastià, a Berlín, llavors encara no destruïda. El 1965 són traslladats a la cripta de la catedral catòlica berlinesa.

## Memòria
El papa Joan Pau II va beatificar Lichtenberg a Berlín el 23 de juny de 1996 durant la seva visita a Alemanya, junts amb Karl Leisner. El seu dies natalis se celebra el 5 de novembre.
Bernhard Lichtenberg i el pare Maksymilian Maria Kolbe van inspirar la figura del jesuïta Riccardo Fontana que interpreta un capellà que denuncia l'extermini massiu de jueus en la pel·lícula Amen de Costa-Gavras.